# Португеса (щат)
Португѐса (на испански: Portuguesa) е един от 23-те щата на южноамериканската държава Венецуела. Намира се в северозападната част на страната. Общата му площ е 15 200 км², а населението е 1 024 277 жители (по изчисления за юни 2017 г.). Основан е през 1909 г.